# Alwin Komolong
Alwin Komolong (Lae, Papúa Nueva Guinea, 2 de noviembre de 1994) es un futbolista de Papúa Nueva Guinea que juega en la posición de defensa central con el Queensland Lions FC de la NPL Queensland. Es hermano del también futbolista Felix Komolong.

## Carrera

### Club
| Periodo   | Club                    |
| --------- | ----------------------- |
| 2011-2012 | Besta United PNG        |
| 2012      | Waitakere City FC       |
| 2013      | FC Port Moresby         |
| 2013      | USAO Dovers             |
| 2014      | Oro FC                  |
| 2014-2016 | Northern Kentucky Norse |
| 2014      | → Rapatona FC (cedido)  |
| 2015-2016 | → Madang FC (cedido)    |
| 2017–2018 | Stuttgarter Kickers     |
| 2018-2019 | SC Fortuna Köln         |
| 2019      | University Inter FC     |
| 2020–2023 | Lae City Dwellers       |
| 2024–     | Queensland Lions        |

### Selección nacional
Ha estado en el proceso de selecciones nacionales de Papúa Nueva Guinea desde la categoría sub-17, siendo capitán del Campeonato Sub-17 de la OFC 2011 y del Campeonato Sub-20 de la OFC 2013. Ganó la medalla de bronce en los Juegos del Pacífico 2015 donde anotó el gol de la victoria sobre Fiyi, la primera medalla de Papúa Nueva Guinea en fútbol en los Juegos del Pacífico.
En 2015 con 19 años fue convocado por primera vez para jugar con Papúa Nueva Guinea, haciendo su debut el 29 de mayo de 2016 en el empate 1-1 ante Nueva Caledonia por la Copa de las Naciones de la OFC 2016 donde jugó todo el partido, torneo en el que alcanzó la final que perdió 2-4 ante Nueva Zelanda en penales.
Su primer gol internacional lo anotó el 27 de marzo de 2022 en la victoria por 1-0 sobre Islas Salomón en Doha por la clasificación de OFC para la Copa Mundial de Fútbol de 2022.

## Logros

### Club
- Liga Nacional de Fútbol de Papúa Nueva Guinea (2): 2019/20, 2021/22

### Individual
- Goleador de la Liga Nacional de Fútbol de Papúa Nueva Guinea (2): 2012, 2013[15]